# Lielupe
Lielupe (tysk: Kurländische Aa eller Kurische Aa) er en flod i Letland, hvis navn oversat til dansk betyder "Storåen" eller "Den Store Flod". Længden er 119 km (310 km sammen med Mēmele). Afvandingsarealet er 17.600 km².
Lielupe starter hvor floderne Mēmele og Mūsa mødes. Ved enden løber den parallelt med kystlinjen i Rigabugten. Byen Jūrmala ligger mellem floden og søen.
- Wikimedia Commons har flere filer relateret til Lielupe

56°24′09″N 24°09′22″Ø / 56.4025°N 24.1562°Ø
1. ↑  Navnet er anført på engelsk og stammer fra Wikidata hvor navnet endnu ikke findes på dansk.
2. ↑  Navnet er anført på engelsk og stammer fra Wikidata hvor navnet endnu ikke findes på dansk.